# Эагр
Эа́гр (или Ойагр, др.-греч. Οἴαγρος) — в древнегреческой мифологии бог одноимённой реки во Фракии либо герой. «Эагровым» называли Гем.
По разным версиям, сын Пиера, или сын Харопа, или сын Арея; или потомок Атланта в пятом колене через Алкиону.
Супруг музы Каллиопы и отец Орфея и Лина. Иногда Эагра называют отцом Марсия.
Согласно поэме Нонна, участник индийского похода Диониса. Участник игр по Стафилу, кифаред.
По другим, жил после Орфея и Мусея и первым воспел Троянскую войну.